# Emilie Nereng
Emilie Marie Nereng (Hønefoss, 3 november 1995) is een Noors blogster, artieste en fotomodel. Ze werd bekend door haar succesvolle weblog, waarmee ze in maart 2009 begon.
Nereng blogt onder haar bijnaam Voe, die ontstond toen ze een T-shirt droeg met de afkorting VOE. Dit stond voor Voice of Europe. In verschillende maanden van 2009 en 2010 werd Nerengs weblog vaker bezocht dan enig ander blog in Noorwegen; in oktober 2009 stond de bezoekersteller op 3,5 miljoen. Op 2 januari 2011 kondigde ze aan te stoppen met bloggen vanwege negatieve reacties en tijdsdruk, maar op 31 augustus van hetzelfde jaar zette ze haar blog voort.
In april van 2017 is zij opnieuw gestopt met haar blog. Ditmaal lijkt het definitief. 
Nereng heeft ook gewerkt als model. Ze heeft modellenwerk gedaan voor jeugdtijdschrift Topp, meidentijdschrift Julia en kledingmerk OnePiece. Verder gaf ze in 2010 een gastcollege over sociale media aan het Lillehammer University College, waar ze met 14 jaar de jongste docent was. Op 20 oktober 2011 opende ze het nieuwe mobiele netwerk van Telenor en in het najaar van 2012 nam ze met de Dandelions Cheer Crew deel aan een talentenjacht op TV 2, waar ze in de kwartfinale strandde.

## Discografie
2010: Don't talk to me